# Emmanuel Kavi
 (février 2013).
Emmanuel Kavi ou Komlan Kavi (3 mars 1970, Lomé Togo) est un artiste contemporain, peintre et plasticien togolais.
Pour nommer son style, fusion entre les styles figuratif et abstrait, il utilise le terme de « flouisme ».

## Biographie
Peintre autodidacte, Emmanuel Kavi commence par le dessin et les illustrations. En 1987 – il a 17 ans – il est lauréat du concours national de dessin du Togo.
Progressivement, son style pictural évolue vers l'abstraction. En 2001, il commence à exposer, d'abord en Afrique de l'Ouest puis en Europe, où son style est parfois qualifié de "cubisme africain".
À partir de 2006, son style évolue encore vers une fusion entre abstrait et réalisme. Pour le nommer, il commence à parler de flouisme. À la même période, il installe son atelier à Ouagadougou, qu'il considère comme "le carrefour de l’Art Africain".
Depuis 2008, il effectue plusieurs voyages en France, où il expose et effectue des performances avec les habitants, dans divers lieux de culture et de soin.

## Œuvre
Emmanuel Kavi a peint de nombreuses toiles, la plupart faisant partie de collections privées.
Il travaille sans esquisse, à partir de matériaux naturels issus du sol africain : les pigments, le henné, le sable, la paille, le gravier. Il pose les couleurs l’une après l’autre et, au fur et à mesure qu'il mêle et entremêle les outils (pinceaux, couteaux, doigts) et utilise ses techniques de prédilection (grattage, collage, jet d’eau...), sa toile prend du relief, se prononce.
La vie quotidienne, la relation humaine, la nature, la spiritualité, les enfants font partie de ses thèmes favoris. 
Il introduit parfois dans ses œuvres des symboles et des signes tribaux, notamment du pays Dogon du Mali.
De par leur construction, leur relief et leur traitement particulier, les toiles d'Emmanuel Kavi présentent différents aspects, font apparaitre de nouveaux sujets en fonction de la luminosité et de l'angle de lecture. Pour qualifier ce phénomène de révélation progressive, il utilise le terme flouisme.

## Expositions
- 2001 : Espace Zaka (Burkina Faso)
- 2002 : Centre culturel américain (Mali)
- 2003 : Espace Gondwana (Burkina Faso)
- 2005 : Galerie Villa Sikandra (Burkina Faso)
- 2006 : Lausanne (Suisse)
- 2006 : Galerie Huijs Basten Asbeck (Pays-Bas)
- 2007 : Vente aux enchères "Devoir de mémoire" à la galerie Tajan - Paris (France)
- 2009 : Exposition à la Villa Sikandra lors de la première fête des arts plastiques d’Ouagadougou (Burkina Faso)
- 2010 : Exposition à Ménilmuche - Paris (France)
- 2012 : Exposition à  Saint-Blimont à Offeu, au château des lumières
- 2012 : Exposition au Salon International des Arts d’Ouagadougou (Burkina Faso)